# Plestiodon indubitus
Plestiodon bilineatus (мексиканський коротконосий сцинк) — вид сцинкоподібних ящірок родини сцинкових (Scincidae). Ендемік Мексики.

## Поширення і екологія
Мексиканські коротконосі сцинки мешкають в штатах Герреро, Морелос, Мічоакан і Халіско на південному заході Мексики. Вони живуть в сосново-дубових лісах.